# Rhodostrophia cinerascens
Rhodostrophia cinerascens är en fjärilsart som beskrevs av Moore 1888. Rhodostrophia cinerascens ingår i släktet Rhodostrophia och familjen mätare. Inga underarter finns listade.